# 南台乡
南台乡，是中华人民共和国江西省南昌市进贤县下辖的一个乡镇级行政单位。

## 行政区划
南台乡下辖以下地区：
南台村、湖滨村、高坑村、桥头村、宋家村、观前村、上塘村、石坑村和赤岭村。